# Розендаль, Андреас
Андреас Кристиан Розендаль (дат. Andreas Cristian Rosendahl, 1864 — 7 января 1909) — датский шахматист еврейского происхождения. Победитель турнира датских шахматистов 1895 г. (фактически неофициального чемпионата Дании). Представлял Данию на турнирах северных стран. В 1899 г. стал бронзовым призером такого турнира.

## Спортивные результаты
| Год  | Город      | Соревнование               | + | − | = | Результат | Место |
| ---- | ---------- | -------------------------- | - | - | - | --------- | ----- |
| 1895 | Копенгаген | Турнир датских шахматистов |   |   |   |           | 1     |
| 1897 | Стокгольм  | 1-й турнир северных стран  | 4 | 3 | 4 | 6 из 11   | 4     |
| 1899 | Копенгаген | 2-й турнир северных стран  | 6 | 3 | 2 | 7 из 11   | 3—4   |